# Jednotka (televízióadó)
A Jednotka (magyarul: Egyes), korábban STV1 (szlovákul: Slovenská televízia 1; magyarul: Szlovák televízió 1) egy szlovák közszolgálati televíziós csatorna, amelyet a Szlovák Televízió és Rádió (RTVS) üzemeltet.

## Logók

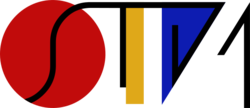
1993–1996
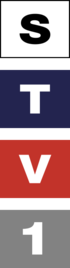
1996–1999
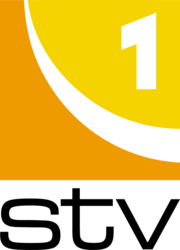
1999–2001
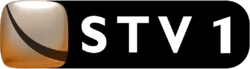
2001–2004
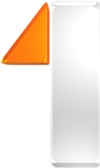
2004–2012
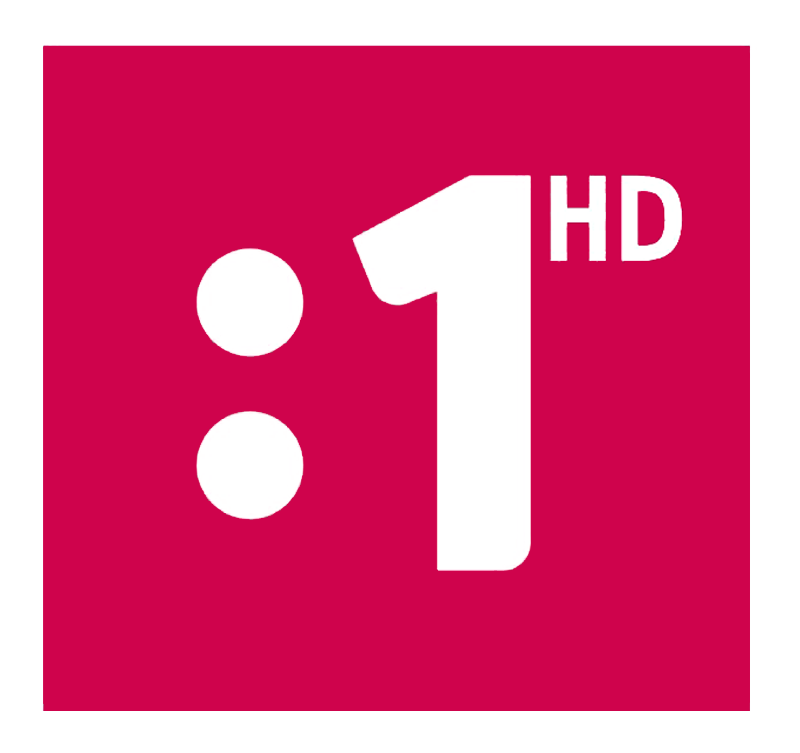

## Fordítás
- Ez a szócikk részben vagy egészben  a   Jednotka (televizní stanice) című cseh Wikipédia-szócikk fordításán alapul.  Az eredeti cikk szerkesztőit annak laptörténete sorolja fel. Ez a jelzés csupán a megfogalmazás eredetét és a szerzői jogokat jelzi, nem szolgál a cikkben szereplő információk forrásmegjelöléseként.
- Ez a szócikk részben vagy egészben  a   Jednotka (RTVS) című szlovák Wikipédia-szócikk fordításán alapul.  Az eredeti cikk szerkesztőit annak laptörténete sorolja fel. Ez a jelzés csupán a megfogalmazás eredetét és a szerzői jogokat jelzi, nem szolgál a cikkben szereplő információk forrásmegjelöléseként.